# Brigitte Petronio
Pour les articles homonymes, voir Brigitte et Petronio.
Brigitte Petronio, née en 1958 à Rome, est une actrice italienne.

## Biographie
Brigitte Petronio commence sa carrière dans les années 1970, en se spécialisant au début dans les films érotiques puis dans les comédies érotiques à l'italienne.
En 1977, elle joue avec Gino Bramieri dans Maschio latino... cercasi (it).
Dans les années 1980, elle se dédie au téâtre, travaillant en particulier avec Luigi De Filippo.

## Filmographie
- 1976 : Ragazzo di borgata
- 1977 : The Cynic, the Rat and the Fist : la blonde chez Fazi
- 1977 : Maschio latino cercasi
- 1977 : La bella e la bestia
- 1977 : La compagna di banco : Mirella
- 1977 : Emanuelle - perché violenza alle donne? : Mary
- 1978 : La liceale nella classe dei ripetenti : l'étudiante
- 1978 : Où es-tu allé en vacances ? (Dove vai in vacanza?) : l'invitée chez Giuliana (segment "Sarò tutta per te")
- 1979 : Pleasure Shop on the Avenue : Faye
- 1979 : Le rose di Danzica (mini-série) : Louise (3 épisodes)
- 1980 : City of Women : la guardienne
- 1980 : La Maison au fond du parc (La Casa sperduta nel parco) : Cindy
- 1980 : Ora zero e dintorni (mini-série)
- 1981 : La settimana al mare
- 1981 : Storia senza parole
- 1987 : International Airport (série télévisée) : Rosa